# Język marwari
Język marwari (hindi मारवाड़ी, trl. mārwāṛī) – język używany przez około 13 mln osób (2002), głównie w południowo-zachodniej części indyjskiego stanu Radżastan, poza tym w stanie Gujarat i wschodnim Pakistanie.
Niegdyś traktowany jako dialekt języka radżastani, obecnie klasyfikowany jest raczej jako jeden z języków należących do tzw. makrojęzyka radżastani.

## System fonetyczny
Regularna przesuwka spółgłoski „s” > „h”, np. hona zamiast sona (złoto). Liczne zmiany samogłoskowe. Występowanie retrofleksywnego „l” ("ळ").

## Gramatyka
Struktura gramatyczna jest zasadniczo bardzo podobna do hindi i innych języków północnoindyjskich. Różni się natomiast większość zaimków.

## Słownictwo
Zasób leksykalny w około 50–65 proc. pokrywa się ze słownictwem języka hindi (na podstawie porównania za pomocą listy 210 słów tzw. listy Swadesha).

## System pisma
Aktualnie do zapisu marwari w Indiach używa się pisma dewanagari. W przeszłości posługiwano się również dwoma innymi rodzajami pisma: radżastani (mahajani) i baruka (marwari). W Pakistanie używa się zwykle pisma opartego na piśmie arabskim.

## Status prawny
Język marwari nie posiada jak dotąd uregulowanego stanu prawnego. Językiem urzędowym w Radżastanie jest jedynie język hindi. W chwili obecnej (stan na 2009 r.) zarówno Sahitya Akademi (Akademia Literatury), jak i władze stanowe uznają za język jedynie język radżastani jako całość, natomiast marwari funkcjonuje jako jeden z kilku głównych standardów tego języka. Od kilku lat obserwuje się jednak starania nadania marwari statusu języka urzędowego (scheduled language).